# HD 75898
HD 75898 — звезда в созвездии Рыси. Находится на расстоянии около 263 световых лет от Солнца. Вокруг звезды обращается, как минимум, одна планета.

## Характеристики
HD 75898 представляет собой жёлтый карлик главной последовательности с массой и радиусом, равными 1,28 и 1,6 солнечных соответственно. Температура поверхности звезды равна около 6021 кельвинов, а светимость превосходит солнечную в 3 раза. Возраст звезды составляет приблизительно 3,8 миллиарда лет.

## Планетная система
В 2007 году группа астрономов из обсерватории Кек объявили об открытии планеты HD 75898 b в системе. Она представляет собой газовый гигант, превосходящий по массе Юпитер в два с половиной раза. Год на ней длится около 418 суток. Открытие было совершено методом Доплера.